# 1992년 하계 올림픽 사우디아라비아 선수단
사우디아라비아는 1992년 7월 25일부터 8월 9일까지 스페인 바르셀로나에서 열린 제25회 하계 올림픽에 참가했다.

## 육상

### 남자
트랙 / 도로 경기
| 선수 | 세부 종목 | 1차 예선 | 1차 예선 | 2차 예선 | 2차 예선 | 준결선 | 준결선 | 결선 | 결선      |
| 선수 | 세부 종목 | 기록     | 순위     | 기록     | 순위     | 기록   | 순위   | 기록 | 최종 순위 |